# پائین وند
پائین وند، روستایی از توابع بخش مرکزی شهرستان خمین در استان مرکزی ایران است.

## جمعیت
این روستا در دهستان صالحان قرار دارد و براساس سرشماری مرکز آمار ایران در سال ۱۳۸۵، جمعیت آن ۷۴۸ نفر (۱۹۷خانوار) بوده‌است.